# Сибірський тракт

Карта Сибірського тракту (в сучасних межах країн)

Сибі́рський тракт (інакше: Вели́кий тракт, Вели́кий сибі́рський тракт, Моско́вський тракт, Моско́всько-ірку́тський тракт, Моско́всько-сибі́рський тракт) — сухопутна транспортна дорога, яка з 30-х років XVIII століття до кінця XIX об'єднувала європейську частину Російської імперії з Сибіром та Китаєм. На той час — найдовша облаштована дорога у світі. У XIX столітті Сибірським трактом щорічно проїжджало до 200 тисяч пасажирів, до 18 тисяч арештантів, 530 тисяч підвод, перевозили понад 10 мільйонів пудів товару. Це була дорога царів, каторжників, мандрівників і поетів.

## Історія

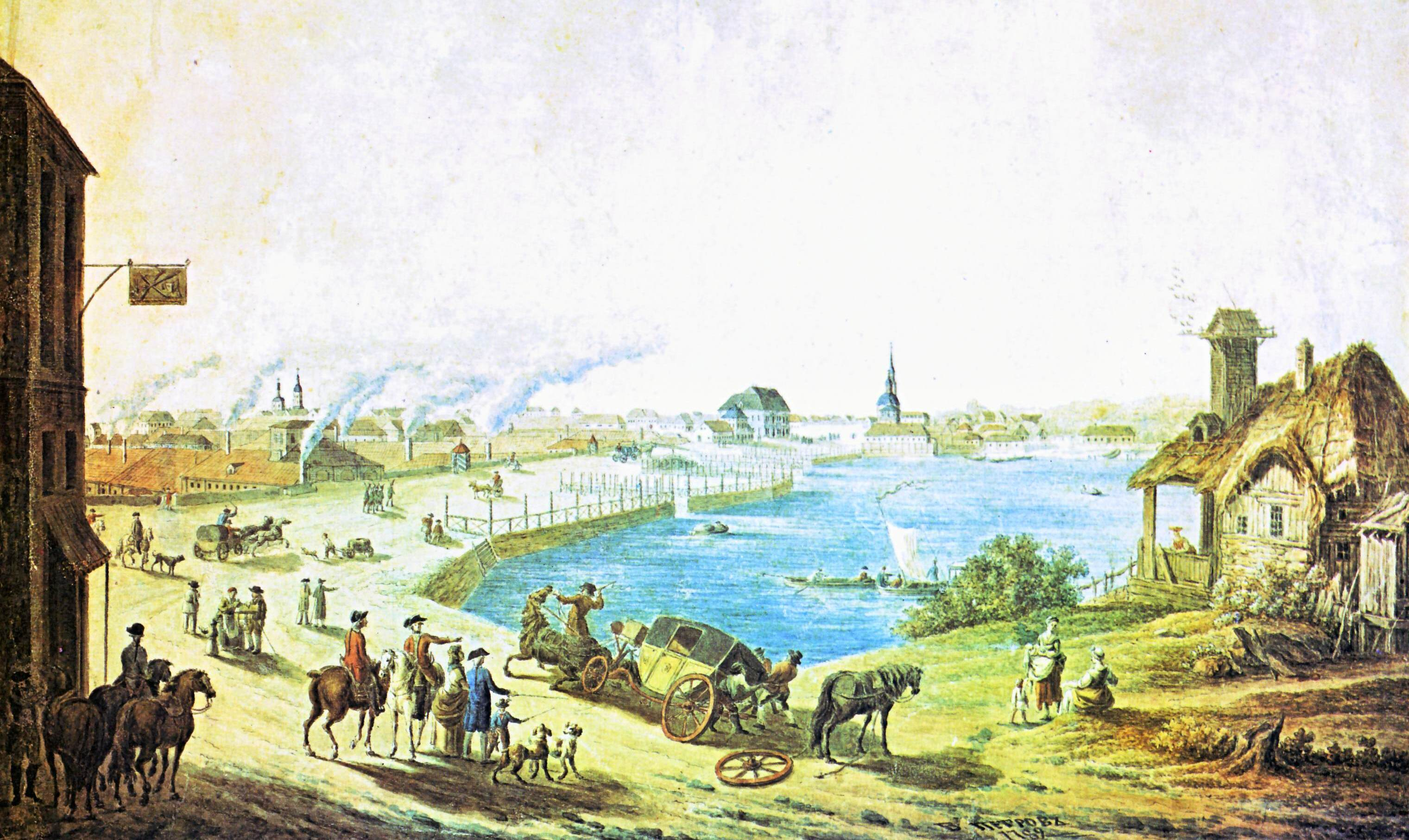
Мандрівники в Єкатеринбурзі, 1789

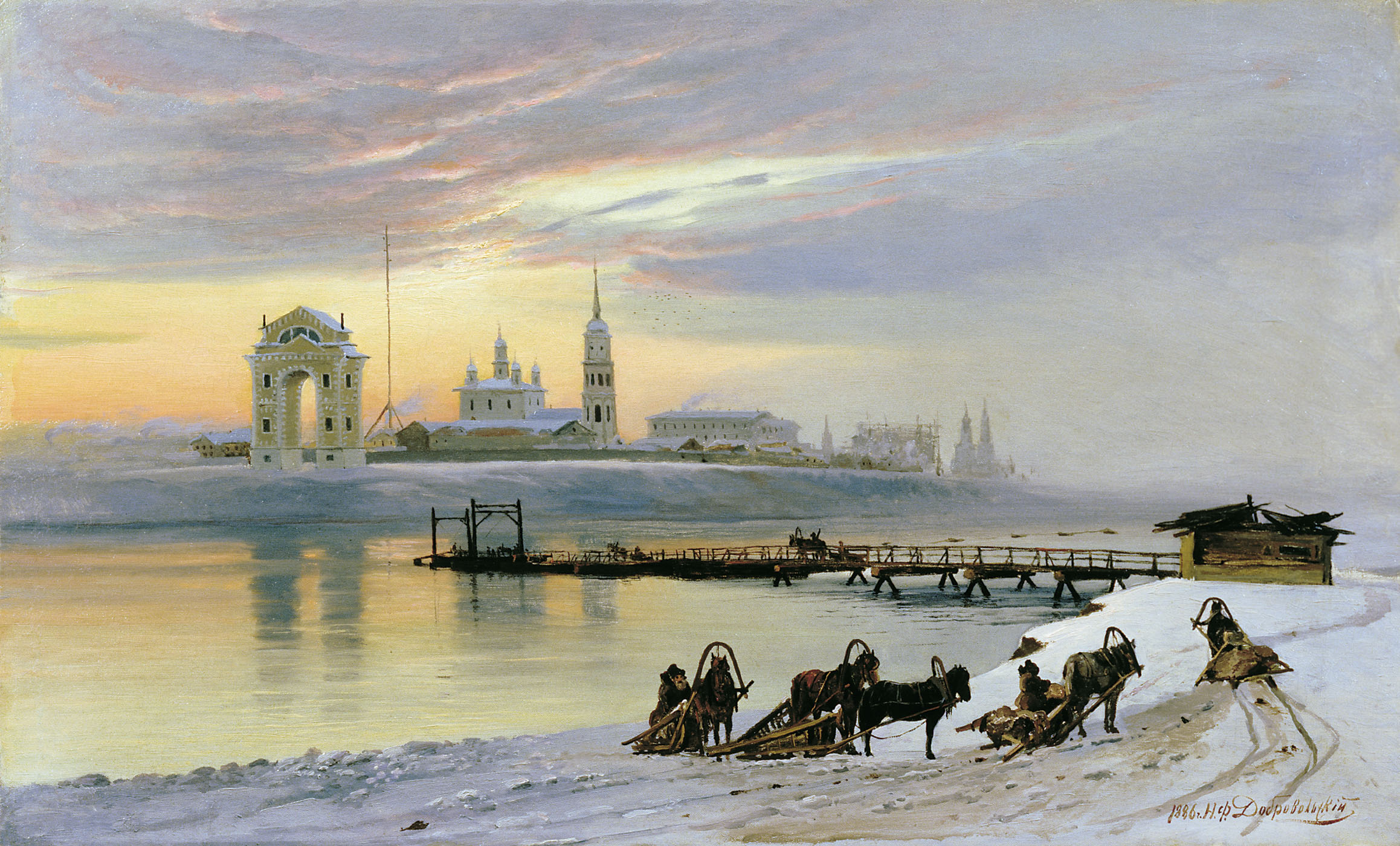
Перетин Ангари в Іркутську, 1886

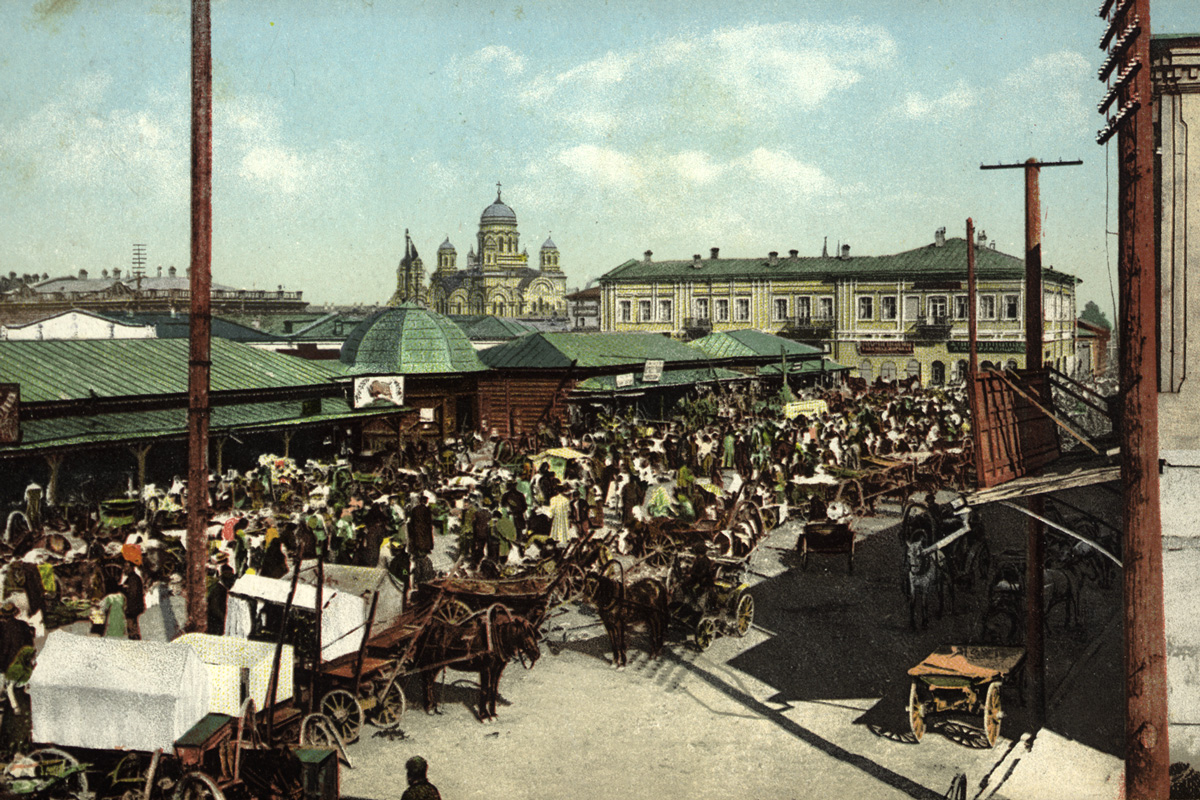
Дріб'язковий базар в Іркутську, XIX століття

### Заснування і маршрут
22 листопада (12 — за старим стилем) 1689 року вийшов царський указ про облаштування дороги, яка сполучатиме Центральну Росію з Сибіром. Проте будівництво тракту почалося лише в 1730 і було закінчене в середині XIX століття. До цього, через відсутність доріг, в основному використовувалися річкові шляхи.
Сибірський тракт повинен був замінити Бабіновську дорогу, яка протягом двох століть була єдиним маршрутом, що сполучав Європейську частину Росії з Азією.
Сибірський тракт йшов з Москви через Муром, Козьмодем'янськ, Казань, Осу, Перм, Кунгур, Єкатеринбург, Тюмень, Тобольськ, Тару, Каїнськ, Коливань, Томськ, Єнісейськ, Іркутськ, Верхньоудінськ, Нерчинськ до Кяхти (на кордоні з Китаєм). Далі торговці чаєм перетинали степи Внутрішньої Монголії і прибували в Калган — крупну заставу на Великому китайському мурі, що вважався воротами до Китаю.
На початку XIX століття дорога тракту змістилася на південь: від Тюмені він йшов через Ялуторовськ, Ішим, Омськ, Томськ, Ачинськ і Красноярськ до Іркутська, а далі — як і раніше (див. карту).

### Користувачі
Сибірським трактом йшли довгі важкі обози з виробами уральських заводів, їхали купці з сибірськими і китайськими товарами, гнали табуни коней на захід і засуджених каторжан в кайдани у супроводі конвоїрів — на схід, на каторжні роботи в Сибір. За ними на возах їхали до найближчої станції хворі, ослаблі або померлі.
Тракт давав значні прибутки і економічні переваги містам та селам, що стояли вздовж нього, а тому вони всіляко його підтримували. Завдяки їхнім зусиллям, дорога постійно упорядковувалася, розширювалася, окопувалася глибокими канавами, обсаджувалася березами. У XIX столітті Сибірським трактом щорічно проїжджало до 200 тисяч пасажирів, до 18 тисяч арештантів, 530 тисяч підвод, перевозили понад 10 мільйонів пудів товару.

#### Каторжники
Ще з першої половини XVII століття Сибір почали використовувати як місце заслання, в тому числі і політичних в'язнів.
З появою тракту кримінальних злочинців і політкаторжан почали переправляти в Сибір по 100—200 чоловік, інколи — по 500. Їх заковували в кайдани і зв'язували один з одним. Особливо небезпечних злочинців влітку везли у відкритих возах, а взимку — в спеціальних розвільнях. Їх розміщували один проти одного по троє, а руки зв'язували за спиною вірьовками. Позаду воза їхав наглядач з рушницею. Якщо ув'язнений тікав, конвоїри могли схопити будь-якого мужика на дорозі і зв'язати його замість біглого, тому селяни побоювалися їздити Сибірським трактом.
Через кожні 20-30 кілометрів вздовж дороги були побудовані етапні в'язниці для нічлігу каторжан, а у великих містах — Пермі, Єкатеринбурзі, Казані — конвойні роти — великі кам'яні будівлі.
На Уральському хребті, на Березовій горі (у Свердловській області), стояв стовп з написом «Європа-Азія». Тут каторжани зазвичай зупинялися, вставали на коліна, брали жменю землі, загортали в ганчірку і несли з собою, як пам'ять про рідну землю Росії.
Сибірським трактом пройшло багато російських революціонерів. В 1790 році проїхав до Якутії на Ільменський острог автор «Подорожі з Петербургу до Москви» Радищев. З 1826 по 1828 дорогою провезли 52 декабристів. Незабаром після їх відправки поїхали до Сибіру і дружини декабристів: Трубецька, Волконська та інші. У 1835 році до Пермі трактом проїхав демократ Герцен, а в 1850 — в кайданах — дорогою везли Достоєвського. За ним йшли петрашевці, автор віршів «Вперед, без страху і сумніву» (рос. «Вперед, без страха и сомнения») Плещеєв. В 1864 році трактом в кайданах провезли Чернишевського.

#### Незасуджені
Користувалися дорогою і незасуджені письменники, вчені та мандрівників: Ползунов — винахідник парової машини; Фролов — російський гідротехнік; Паллас — вчений-мандрівник; Ленський — російський академік, вчений; Брем — німецький вчений, автор великої праці «Життя тварин», а також російські мандрівники: Пржевальський, Козлов, Семенов-Тянь-Шанський і письменники — Чехов, Гончаров, Станюкович.
Для селян, які жили вздовж тракту, він був дуже обтяжливим. Вони були зобов'язані вносили грошову і натуральну плату на утримання дороги, працювали на її облаштуванні, їх також нерідко змушували безкоштовно перевозити різні вантажі.

### Занепад
В другій половині XIX століття Сибірський тракт був ще в задовільному стані. Російський етнограф Сергій Максимов, проїжджаючи по уральській частині дороги восени 1860 року, так її оцінив:
|  | Найкраща дорога в Росії, дорога, всипана хрящиком, налагоджена в минулі часи і підтримується досі в стані самородного, природного шосе… завидна на Русі дорога. Оригінальний текст (рос.) Лучшая дорога в России, дорога, усыпанная хрящиком, налаженная в былые поры и поддерживаемая до сих пор в состоянии самородного, естественного шоссе… завидная на Руси дорога. |

А вже через 20 років якість дороги погіршилася. Про Великий сибірський тракт в передуральській частині дослідник Микола Михайлович Ядрінцев писав в 1880-х роках:
|  | Стан доріг в Західному Сибіру вкрай незадовільний. Місцями дорога має вигляд… ріллі, порізаної поздовжніми борознами… доводиться то підскакувати і битися тім'ям об верх тарантаса, то гойдатися з одного боку в інший… Станцію верст в тридцять доводиться їхати годин 7-8. Оригінальний текст (рос.) Состояние дорог в Западной Сибири крайне неудовлетворительно. Местами дорога представляет вид… пашни, изрезанной продольными бороздами… приходится то подскакивать и биться теменем о верх тарантаса, то качаться из стороны в сторону… Станцию верст в тридцать приходится ехать часов 7-8. |

Причинами такої метаморфози стало зростання перевезень по тракту в другій половині століття, застарілі способи організації ремонту, який і проводився вже не так старанно.
Дорогу в степовій частині Західного Сибіру мандрівники вважали трохи кращою, адже у разі потреби її можна було просто об'їхати полем:
|  | Дорога роздвоюється, розтроюється і часто з одного її кінця до іншого… версти дві або біля того. Оригінальний текст (рос.) Дорога раздвоивается, расстроивается и часто с одного ее конца до другого… версты две или около. |

Від Томська на схід тракт проходив вже горбистою місцевістю, тому якість дороги там була ще гіршою. «Я не бачив в своєму житті гіршої дороги», «сибірський тракт — найбільша і, здається, найпотворніша дорога у всьому світі… протягом всього року дорога залишається неможливою: навесні — грязь, влітку — горби, ями і ремонт, взимку — вибоїни», — говорили про неї американський журналіст Джордж Кеннан в 1885 році і Антон Павлович Чехов — в 1890.
На проїзд від Томська ка Іркутська мандрівники витрачали близько тижня.
Наприкінці XIX століття Сибірський тракт вже не міг задовольнити транспортні потреби російської економіки, що стало причиною спорудження залізничної Транссибірської магістралі. Основні вантажі і пасажирів почали перевозити по ній. У зв'язку з цим Сибірський тракт вже не мав стратегічного значення, не потрібні стали також етапні в'язниці.

## Значення і пам'ять
Сибірський тракт помітно вплинув на розвиток міст, через які він проходив, і на розвиток Сибіру в цілому.
У місті Казань донині збереглася вулиця Сибірський тракт — нею можна виїхати з міста у бік Арська. У Єкатеринбурзі теж є така вулиця, а також шосе Старий Московський тракт і Новомоськовський тракт, але за межами міста. У Тюмені є вулиця Московський тракт. У Томську — Іркутський тракт, що йде на схід, і Московський тракт, що йде на захід.
В селі Бачкєєво, Ігрінського району Удмуртії, знаходиться єдиний в Росії Музей арештантського побуту (присвячений історії каторжан, яких «гнали» трактом), а в селі Дебьоси (удм. Дэбес) — Музей історії Сибірського тракту.